# Seznam angleških jadralcev
Seznam angleških jadralci.

## A
- Ben Ainslie

## C
- Dee Caffari
- Robert Carver (jadralec)
- Francis Chichester
- Donald Crowhurst

## F
- Uffa Fox

## G
- Mike Golding
- Pete Goss

## H
- Herbert Hasler
- Edward Heath

## J
- Naomi James

## K
- Robin Knox-Johnston

## L
- Simon Le Bon

## M
- Ellen MacArthur
- E. G. Martin

## R
- Emma Richards

## S
- Peter Scott
- Thomas Sopwith